# Prince-Désir Gouano
Prince-Désir Gnahoré Gouano (ur. 24 grudnia 1993 w Paryżu) – francuski piłkarz iworyjskiego pochodzenia grający na pozycji środkowego obrońcy. W sezonie 2020/2021 występuje w klubie Amiens SC.